# Vida Anim
Vida Anim (Accra, 7 dicembre 1983) è un'ex velocista ghanese, che ha partecipato per la propria nazione quattro volte consecutive ai Giochi olimpici dal 2000 al 2012.

## Record nazionali
- 100 metri piani: 11"14 ( Atene, 20 agosto 2004)[1]

## Palmarès
| Anno | Manifestazione          | Sede              | Evento      | Risultato        | Prestazione | Note |
| ---- | ----------------------- | ----------------- | ----------- | ---------------- | ----------- | ---- |
| 1999 | Giochi panafricani      | Johannesburg      | 200 m piani | 8ª               | 23"81       |      |
| 2000 | Giochi olimpici         | Sydney            | 4x100 m     | Semifinale       | 43"19       |      |
| 2000 | Mondiali juniores       | Santiago del Cile | 100 m piani | 4ª               | 11"58       |      |
| 2000 | Mondiali juniores       | Santiago del Cile | 200 m piani | Bronzo           | 23"81       |      |
| 2002 | Giochi del Commonwealth | Manchester        | 100 m piani | Batteria         | 12"27       |      |
| 2003 | Giochi panafricani      | Abuja             | 100 m piani | Bronzo           | 11"29       |      |
| 2003 | Giochi panafricani      | Abuja             | 200 m piani | Argento          | 23"17       |      |
| 2003 | Mondiali                | Parigi            | 100 m piani | Quarti di finale | 11"29       |      |
| 2003 | Mondiali                | Parigi            | 200 m piani | Semifinale       | 23"16       |      |
| 2004 | Giochi olimpici         | Atene             | 100 m piani | Quarti di finale | dnf         |      |
| 2004 | Mondiali indoor         | Budapest          | 60 m piani  | Semifinale       | 7"25        |      |
| 2005 | Mondiali                | Helsinki          | 100 m piani | Quarti di finale | 11"41       |      |
| 2005 | Mondiali                | Helsinki          | 200 m piani | Batteria         | 24"16       |      |
| 2006 | Giochi del Commonwealth | Melbourne         | 100 m piani | Semifinale       | 11"51       |      |
| 2006 | Giochi del Commonwealth | Melbourne         | 200 m piani | 6ª               | 23"34       |      |
| 2006 | Africani                | Bambous           | 100 m piani | Oro              | 11"58       |      |
| 2006 | Africani                | Bambous           | 200 m piani | Oro              | 22"90       |      |
| 2006 | Africani                | Bambous           | 4X100 m     | Oro              | 44"43       |      |
| 2007 | Giochi panafricani      | Algeri            | 100 m piani | Bronzo           | 11"33       |      |
| 2007 | Giochi panafricani      | Algeri            | 200 m piani | Argento          | 23"29       |      |
| 2007 | Giochi panafricani      | Algeri            | 4x100 m     | Oro              | 43"84       |      |
| 2007 | Mondiali                | Osaka             | 100 m piani | Quarti di finale | 11"36       |      |
| 2007 | Mondiali                | Osaka             | 200 m piani | Quarti di finale | 23"47       |      |
| 2007 | Mondiali                | Osaka             | 4x100 m     | Batteria         | 43"76       |      |
| 2008 | Mondiali indoor         | Valencia          | 60 m piani  | Semifinale       | 7"45        |      |
| 2008 | Africani                | Addis Abeba       | 100 m piani | Argento          | 11"43       |      |
| 2008 | Africani                | Addis Abeba       | 200 m piani | Semifinale       | 23"76       |      |
| 2008 | Africani                | Addis Abeba       | 4x100 m     | Argento          | 44"12       |      |
| 2008 | Giochi olimpici         | Pechino           | 100 m piani | Semifinale       | 11"51       |      |
| 2009 | Mondiali                | Berlino           | 100 m piani | Semifinale       | 11"43       |      |
| 2009 | Mondiali                | Berlino           | 200 m piani | Semifinale       | 23"36       |      |
| 2011 | Giochi panafricani      | Maputo            | 100 m piani | 4ª               | 11"37       |      |
| 2011 | Giochi panafricani      | Maputo            | 200 m piani | Argento          | 23"06       |      |
| 2012 | Mondiali indoor         | Istanbul          | 60 m piani  | Semifinale       | 7"36        |      |
| 2012 | Giochi olimpici         | Londra            | 200 m piani | Batteria         | 23"71       |      |

## Altre competizioni internazionali
- 3  Bronzo in Coppa del Mondo ( Atene) nei 100 m, 200 m, 4x100 m.